# 青24号
青24号（日语：青24号）是一種由日本國有鐵道制定的顏色。

## 概要
1986年，京阪神緩行線的205系首次採用此顏色。當時，在同一路線上的103系塗了青22号，但是不銹鋼色帶的顏色比塗在鋼上的顏色更容易看得更黑。因此，它被用作比青22号更淺的藍色。國鐵分割民營化後，阪和線的205系1000番台和京濱東北線的不銹鋼車輛都採用了此色。

## 使用車輛
- 日本國鐵205系電力動車組（京阪神緩行線、京濱東北・根岸線、阪和線、相模線、大和路線、奈良線）
- 日本國鐵415系電力動車組（1500番台及JR九州所屬車）
- JR東日本209系電力動車組（京濱東北・根岸線）
- JR東日本E231系電力動車組（800番台）
- JR東日本E233系電力動車組（京濱東北・根岸線）
- JR東日本E131系電力動車組

## 近似色
- 青22号